# جانسون‌سیتی (ایلینوی)
جانسون‌سیتی، ایلینوی (به انگلیسی: Johnston City, Illinois) یک شهر در ایالات متحده آمریکا با جمعیت ۳٬۵۵۷ نفر است که در ایلی‌نوی واقع شده‌است.